# Júnior Ferrari
João Ferrari Júnior (Oriximiná, 13 de julho de 1967) é um advogado e político brasileiro filiado ao Partido Social Democrático (PSD).

## Política
Em 2018 foi eleito deputado federal pelo Pará. Em 2022 foi reeleito, com 159.605 votos.